# Thập niên 600
Thập niên 600 hay thập kỷ 600 chỉ đến những năm từ 600 đến 609.